# Ekateríni Karatzá
Ekateríni Karatzá, en grec moderne : Αικατερίνη Καρατζά, ou Róza Bótsari (Ρόζα Μπότσαρη) (1818 ou 1820 - janvier 1875), est une aristocrate grecque. Fille de Márkos Bótzaris, elle est au service de la reine de Grèce Amélie d'Oldenbourg et est une jeune femme admirée dans toutes les cours européennes. Elle est immortalisée dans la galerie des Beautés de Louis Ier de Bavière dans un tableau de Joseph Karl Stieler, de 1841. Une espèce de rose de Damas, obtenue en 1856, est baptisée Rosa Botsaris en son honneur. En 1845, elle épouse le prince et général George Caradja. 

## Biographie
Née en 1818 ou en 1820 à Ioannina, elle est la fille du chef et héros de la révolution grecque, Márkos Bótzaris, membre de la notable famille souliote Bótzaris. Lorsque la révolution grecque éclate, Ekateríni se trouve à Ioannina. Elle et d'autres femmes sont capturées par les autorités et transférées dans une terre lointaine de l'Empire ottoman, à l'intérieur du territoire européen.
Après le mariage du roi nouvellement élu, en 1836, une cour est formée pour son épouse la reine Amélie et Ekateríni Karatzá est nommée au poste de dame d'honneur. Elle était l'une des rares aristocrates grecques de la cour d'Othon et d'Amélie, qui était principalement composée d'Allemands avant 1843. Elle est décrite par la diariste Christiane Lüth : 

« Des deux demoiselles d'honneur, Mlle von Wiesenthau n'était pas très bien élevée, catholique et pas jolie, bien qu'elle parlât constamment. La Grecque Róza Bótsari, très belle, n'était pas agréable, mais avare et détestait tout ce qui était allemand. Elle était pauvre, mais la gloire qui entourait le nom de son père, le héros de la liberté, Márkos Bótzaris, l'éclairait. Lorsqu'elle voyage avec la reine, elle est très appréciée pour sa beauté, mise en valeur par son costume national. Elle cachait le fait qu'elle comprenait la langue allemande et répandait autour d'elle des commentaires politiques dangereux qui ont beaucoup nui à Leurs Majestés, ses bienfaiteurs. »

En tant que dame d'honneur, elle accompagne la reine Amélie lors de ses visites officielles dans les cours royales de divers pays européens,. En 1844, elle est honorée par le roi de Bavière, Louis Ier, qui lui remet une croix d'or. En outre, pendant son séjour en Bavière, elle gagne l'admiration du public non seulement pour sa beauté, mais aussi parce qu'elle est la fille du célèbre combattant Márkos Bótzaris. À la même époque, elle fait réaliser son portrait par le peintre allemand Joseph Karl Stieler. Ce portrait se trouve aujourd'hui dans la galerie des Beautés, au château de Nymphenburg, à Munich.
Elle quitte son service à la cour en 1844 lorsqu'elle se marie et est remplacée comme dame d'honneur par Fotiní Mavromicháli (el).
Ekateríni épouse le général Georgios Karatzas (1802-1882) et ensemble ils ont eu quatre enfants, dont deux sont morts en bas âge.
Elle meurt à Athènes en janvier 1875.